# Babos Imre (erdőmérnök)
Őriszentpéteri Babos Imre (Makó, 1901. október 25. – Budapest, 1979. október 4.) magyar erdőmérnök; egyetemi tanár, a mezőgazdasági tudományok kandidátusa (1952), a mezőgazdasági tudományok doktora (1955); a soproni Erdészeti és Faipari Egyetem tiszteletbeli doktora (1968), a Magyar Tudományos Akadémia tagja.

## Életpályája
Katonai pályára készült, a traiskircheni hadapródiskolába járt, de végül 1919-ben a Makói József Attila Gimnáziumban érettségizett. 1925-ben diplomázott a soproni Bányászati és Erdészeti Főiskola erdőmérnöki szakán. 1925–1927 között a ráckevei királyi uradalmi erdőgondnokság erdőgyakornoka; 1927–1930 között segéderdőmérnöke, 1930–1938 között erdőmérnöke, 1938–1944 között főerdőmérnöke volt. 1945–1948 között a második világháború után létrehozott Magyar Állami Erdőgazdasági Üzemek (MÁLLERD) ráckevei erdőgondnokságának vezetőjeként dolgozott. 1948–1952 között a MÁLLERD Központi Igazgatóságán az Erdőművelési Osztály vezetője és az erdőművelési ágazat irányítója volt. 1952–1953 között az Állami Gazdaságok és Erdők Minisztériuma síkvidéki területi igazgatója volt. 1953–1966 között az Erdészeti Tudományos Intézet osztályvezetője. 1959-től a soproni Erdészeti és Faipari Egyetem címzetes egyetemi tanára. 1966-ban ment nyugdíjba.
1959-ben a mezőgazdasági tudományok doktora címet nyerte el, a soproni Erdészeti és Faipari Egyetem pedig 1969-ben tiszteletbeli műszaki doktori címet adományozott számára.
Az ő működése alatt valósult meg a második világháború utáni háborús károk, illetve a felújítatlan hatalmas vágásterületek újraerdősítése, melyhez hasonló méretű programot sem előtte, sem utána nem tudott megismételni az erdőgazdálkodás. Nevéhez fűződik az erdőművelés táji megalapozása, 50 tájegységet határozott meg Magyarországon, melyeken a domborzat, a makroklíma jellegzetességei, a termőhelyi azonosság, a jellemző fafajok alapján az erdőgazdálkodás tennivalói egyesíthetők. A homokfásítás kérdéseivel is árnyaltan foglalkozott. Vizsgálta a gyorsan növő fafajok (akác, nyár) termesztési kérdéseit, az ő érdeme a nyárfajok termőhelyigényének meghatározása, állománytípusainak kialakítása és leírása, a nemes nyár fajta-összehasonlítása kísérleti alapon.
"a szakterület a magyar erdészeti ökológia megalapítójának tartja. Szemléletét a gyakorlati szakemberekbe is átültette, kinevelve ezáltal egy ökologikusan gondolkozó erdőművelő gárdát." (Kotlár Károly, i.m.)
Sírja a Farkasréti temetőben található.

## Családja
Szülei Babos Géza vasúti állomásfőnök és Kochanovszky Terézia voltak. Első felesége Walter Rózsi volt (1913–1945), akit Budapest ostromakor agyonlőttek az utcán. Második felesége, Áts Júlia (1918-?) gyógyszerész volt. Két fiuk született: László (1935) és Zoltán (1941).

## Művei
- Az alföldi erdők helyzete a mai Magyarországon (Erdészeti Lapok, 1943)
- A Duna–Tisza közi homokterületek erdősítési problémái (Budapest, 1947)
- Fenyőtelepítés az Alföldön (Budapest, 1948)
- A Duna árterének erdősítési problémái (Budapest, 1948)
- Az alföldi homokfásítás kérdései. – Csemetenevelési feladatok, célkitűzések és eredmények (Erdészeti Lapok, 1949)
- Az erdők telepítése (Budapest, 1951. 152 lap)
- Erdőművelés a fatömegfokozás szolgálatában (Budapest, 1952. 24 lap)
- A magyarországi erdők tájhatárolása (Az Erdő, 1953)
- Magyarország táji erdőművelésének alapjai. Doktori értek. is. (Budapest, 1954. 165 lap)
- A gyorsan növő fafajok telepítési lehetőségeinek növelése biológiai meliorálással (Erdészeti Kutatások, 1954)
- A homokfásítás termőhelytipológiai alapjai (In. Majer A.: Erdő- és termőhelytipológia.) (Budapest, 1962)
- Termőhelytérképezés homokon (In. Erdészeti termőhelyfeltárás) (Budapest, 1966. 114 lap)
- Erdészeti termőhelyfeltárás és térképezés (társszerző, Budapest, 1966)

## Díjai
- Bedő Albert-emlékérem (1959)